# Бельвиль (Париж)
Парижский квартал Бельвиль (фр. Belleville) находится на востоке города, в XX округе Парижа на Бельвильском холме (Butte de Belleville).

## История
О селении, окружённом виноградниками, на холме Бель-Вю (Belle Vue) известно с XII века. В XVIII веке оно было местом воскресных прогулок парижан.
В 1840 году Бельвиль вместе с Парижем был опоясан Тьерской городской стеной. Постепенно он приобретает городские черты, здесь селятся парижане, чьё жильё было уничтожено в процессе гигантской перестройки столицы бароном Османом.
Бельвиль был официально включён в границы Парижа в 1860 году, и Бельвильская улица (rue de Belleville) стала границей XIX и XX столичных округов.
В Парижскую коммуну в 1871 году бельвильские баррикады были последними, сдавшимися версальцам: население этой части Парижа уменьшилось с 50 тыс. до 30 тыс. человек.
Начиная с 1920-х годов, Бельвиль превращается в иммигрантский квартал, где селятся армяне, греки и поляки, работающие в мастерских по пошиву одежды и обуви. В 1960-х годах происходит массовый приток алжирцев и тунисцев, в 1980-х годах — африканцев и азиатов. Квартал с юмором называют «Вавилонвилем» («Babelville»).
В 1930-х годах известный цыганский гитарист Жан Батист Рейнхардт увековечил район Бельвиль в одноимённом произведении.

## Достопримечательности
- - Медиафайлы на Викискладе
Парк Бельвиль, открытый в 1988 году
- Эдит Пиаф родилась в 1915 году на лестнице дома 72 по Бельвильской улице, о чём свидетельствует мемориальная доска.